# AMVJ Amstelveen (volley-ball féminin)
Le AMVJ Amstelveen est un club de volley-ball néerlandais, basé à Amstelveen, et évoluant au plus haut niveau national (Eredivisie).

## Historique
2009 : fusion entre le Martinus Amstelveen et l'AMVJ Amstelveen pour former le TVC Amstelveen.

## Palmarès
- Championnat des Pays-Bas : 1948, 1995
- Coupe des Pays-Bas : 1985, 1995
- Supercoupe des Pays-Bas : 1995